# Alberto José González
Alberto José González Pedraza (né le 29 juillet 1972) est un graphiste, compositeur de musique, concepteur et producteur de jeux vidéo ; cofondateur de Bit Managers et Abylight ; qui a travaillé sur de nombreux titres, notamment les jeux commercialisés par l'éditeur français Infogrames. Il a travaillé sur plus de 60 jeux, assurant la composition des musiques ou la programmation des graphismes, et est finalement devenu l'un des principaux designers du développeur espagnol AbyLight. Bien qu'ayant composé des dizaines de bandes son complètes de jeux vidéo, González n'a jamais eu de formation de musicien.
Il cite Tim Follin, Ben Daglish, Chris Hülsbeck, Jonathan Dunn et David Whittaker comme ses principales influences musicales.

## Carrière

### Jeunesse
González commencé à s'intéresser à la programmation de jeux vidéo à l'âge de 11 ans, lorsqu'il reçoit son Casio PB-700, et commence à écrire de petits programmes et jeux en BASIC. Son premier programme est un logiciel de dessin de sprites.
Adolescent, González découvre un logiciel musical sur ZX Spectrum intitulé Wham! Music Box, qu'un ami lui a prêté. Malgré son absence de formation musicale, González a une bonne oreille pour la mélodie et commence à composer de la musique de jeu vidéo. Son intérêt pour la programmation le conduit également à programmer ses propres pilotes audio en assembleur Z80. Ce travail permet à González de voir sa musique incluse dans les portages MSX de quelques jeux Spectrum sortis exclusivement sur le marché espagnol par MCM Software, dont Altered Beast, Snoopy, Power Drift et Ghostbusters 2.
González commence sa carrière professionnelle dans l'industrie du jeu vidéo à l'âge de 16 ans en 1988, en tant que graphiste chez le petit développeur espagnol New Frontier : il frappe à la porte de leurs locaux et leur montre les graphismes qu'il a réalisés sur ZX Spectrum ; les responsables de l'entreprise aiment ce qu'ils voient et embauchent le jeune graphiste le lendemain. Le premier jeu publié de González est Hostages, sorti en 1990, dont il réalise les sprites et la bande son.
González continuera son travail en tant que concepteur de sprites et musicien pour les titres suivants de New Frontier, avec des jeux comme North and South, qui reçoit d'excellentes critiques. Pendant ses années chez New Frontier, il est crédité sous le pseudonyme "McAlby".

### Bit Managers
Invoquant une mauvaise gestion et des problèmes financiers, les membres de New Frontier, dont González, partent et fondent leur propre société de développement de jeux, Bit Managers, en 1992. González compose la musique de tous les jeux de Bit Managers sauf deux : BANG!, sorti en salles d'arcade, et Radikal Bikers, un portage pour Sony PlayStation du jeu d'arcade du même nom. Sa première bande originale pour Bit Managers est Pop Up, sorti sur Game Boy en 1992.
Bit Managers devient un développeur populaire, et l'un des partenaires privilégiés d'Infogrames, développant des jeux basés sur les bandes dessinées franco-belges populaires comme Les Aventures de Tintin, Astérix, Spirou, Les Schtroumpfs, ainsi que des jeux basés sur les Looney Tunes de Warner Bros. González abandonne son poste de graphiste après le développement d'Astérix sur NES et Game Boy, et se consacre entièrement à la composition musicale et à la programmation de pilotes audio pendant ses années chez Bit Managers. Au total, González compose la musique de plus de 40 titres sur 10 supports de jeu vidéo différents, dont la NES, la SNES, la Game Boy, la Sega Master System, la PlayStation et la Game Boy Advance.

### Abylight
En 2003, González quitte Bit Managers pour fonder un autre studio de développement de jeux, Abylight. Désireux d'approfondir son expérience au sein de l'industrie du jeu vidéo, González décide d'endosser le rôle de producteur et designer pour le studio, plutôt que celui de compositeur. L'entreprise se consacre principalement au contenu téléchargeable pour téléphones mobiles et aux services de téléchargement comme le DSiWare, notamment pour la série des Music On. En 2011, Abylight publie AfterZoom, un jeu DSiWare populaire dans lequel le joueur utilise la caméra pour zoomer sur des objets de la vie réelle et découvre les organismes à examiner ou à capturer. AfterZoom remporte le prix du Meilleur Jeu Éducatif Européen au Fun & Serious Game Festival.

## Œuvre

### MCM Software
- Altered Beast (1989) – MSX (Musique)
- Power Drift (1989) - MSX (Musique)
- Ghostbusters 2 (1989) - MSX (Musique)
- Snoopy (1990) – MSX (Musique)

### New Frontier
Publié
- Hostages (1990) – ZX Spectrum, Amstrad CPC, MSX (Musique, Graphismes)
- Magic Johnson's Basketball (1990) - ZX Spectrum, Amstrad CPC, MSX (Musique, Graphismes)
- Light Corridor (1991) - ZX Spectrum, Amstrad CPC, MSX (Musique)
- Mystical (1991) - ZX Spectrum, MSX (Musique)
- North & South (1991) – ZX Spectrum, Amstrad CPC, MSX (Musique, Graphismes)

Non publié
- Z80 Attack (1988) – ZX Spectrum (Musique, Graphismes)
- Jueves 12 y Sabado 14 (1989) – ZX Spectrum (Musique, Graphismes)
- Star Madness (1989) – ZX Spectrum (Musique)
- Vengador (1990) – ZX Spectrum (Musique, Programmation, Graphismes)
- Space Massacre (1990) – ZX Spectrum (Musique, Programmation, Graphismes)
- Laser Disc (1990) – ZX Spectrum (Musique, Programmation, Graphismes)
- Pim Pam Pum (1991) – ZX Spectrum (Musique, Graphismes)
- Acid Killer (1991) – ZX Spectrum (Musique, Graphismes)
- Sokoban Perfect (1991) – ZX Spectrum, Amstrad CPC, Commodore Amiga (Musique)
- Compact Editor (1993) – ZX Spectrum (Musique, Programmation, Graphismes)

### Bit Managers
Publié
- Pop Up (1991) – Game Boy (Musique)
- Bomb Jack (1992) – Game Boy (Musique)
- Astérix (1993) – Game Boy (Musique, Graphismes)
- Astérix (1993) – NES (Musique, Graphismes)
- Metal Masters (1993) - Game Boy (Musique)
- Les Schtroumpfs (1994) – NES, Game Boy, SEGA Master System, Game Gear (Musique, Graphismes)
- Astérix & Obélix (1994) – Game Boy, Game Boy Color (Musique)
- Astérix & Obélix (1995) – SNES (Musique)
- Tintin au Tibet (1995) – Game Boy, Game Gear, Game Boy Color (Musique)
- Spirou (1996) – Game Boy (Musique)
- Tintin : Le Temple du Soleil (1997) – Game Boy, Game Boy Color (Musique)
- Hugo 2 (1997) – Game Boy (Musique)
- Turok: Battle of the Bionosaurs (1997) – Game Boy (Musique)
- Die Maus (1997) – Game Boy (Musique)
- Sea Battle (1998) – Game Boy (Musique)
- Otto's Ottifanten: Baby Bruno's Nightmare (1998) – Game Boy (Musique)
- Titi et Grosminet : Déjeuner en cavale (1998) – Game Boy Color (Musique)
- Turok 2: Seeds of Evil (1998) – Game Boy Color (Musique)
- Turok: Rage Wars (1998) – Game Boy Color (Musique)
- Ronaldo V-Football (1999) – Game Boy Color (Musique)
- Radikal Bikers (2000) - PlayStation, Arcade (Programmation audio)
- UEFA 2000 (2000) - Game Boy Color (Musique)
- Turok 3: Shadow of Oblivion - Game Boy Color (Musique)
- La Revanche des Schtroumpfs (2000) - Game Boy Advance (Musique)
- Baby Felix Halloween (2001) - Game Boy Color (Musique)
- Astérix et Obélix : Paf ! Par Toutatis ! (2002) - Game Boy Advance (Musique)
- Droopy´s Tennis Open (2002) - Game Boy Advance (Musique)
- Inspector Gadget Racing (2002) - Game Boy Advance (Musique)
- The Morning Adventure (2003) - Game Boy Advance (Musique)

Non publié
- Spirou (1996) - Game Gear (Musique)
- Radikal Bikers (2000) - Game Boy Color (Musique)

### Infogrames
Publié
- V-Rally (1997) - Game Boy (Musique)
- Le Cauchemar des Schtroumpfs (1997) – Game Boy, Game Boy Color (Musique)
- Bugs Bunny et Lola Bunny : Opération Carottes (1998) - Game Boy (Musique)
- Lucky Luke (1999) - Game Boy (Musique)
- Looney Tunes Collector : Alerte aux Martiens ! (2000) - Game Boy Color (Musique)
- Looney Tunes Collector : La Revanche des Martiens ! (2000) - Game Boy Color (Musique)

Non publié
- Wacky Races (1999) - Game Boy Color (Musique)

### AbyLight
- Ferrero VS Moya Tennis (2005) - Téléphone mobile
- Pau Gasol One on One (2005) - Téléphone mobile
- Sudokumania (2005) - Téléphone mobile
- Nani Roma 4x4 Raid (2006) - Téléphone mobile
- Alonso Racing 2006 (2006) - Téléphone mobile
- Roland Garros (2006) - Téléphone mobile
- Dakar 2007 (2007) - Téléphone mobile
- Roland Garros 2007 (2007) - Téléphone mobile
- Pedrosa GP 2007 (2007) - Téléphone mobile
- Dakar Rally 2008 (2007) - Téléphone mobile
- Elite Forces: Unit 77 (2009) - Nintendo DS
- Fish'em All! (2009) - WiiWare
- Stop Stress: A day of fury (2009) - WiiWare
- Tourist Lover (2010) - IOS
- Music On: Electronic Keyboard (2010) - DSiWare
- Music On: Acoustic Guitar (2010) - DSiWare
- Music On: Retro Keyboard (2010) - DSiWare
- Music On: Electric Guitar (2010) - DSiWare
- Cosmo Fighters (2010) - DSiWare
- Music On: Drums (2010) - DSiWare
- AfterZoom (2011) - DSiWare
- Cut the Rope (2013) - 3DSWare
- Carps & Dragons (2013) - 3DSWare